# 志摩レゲエ祭

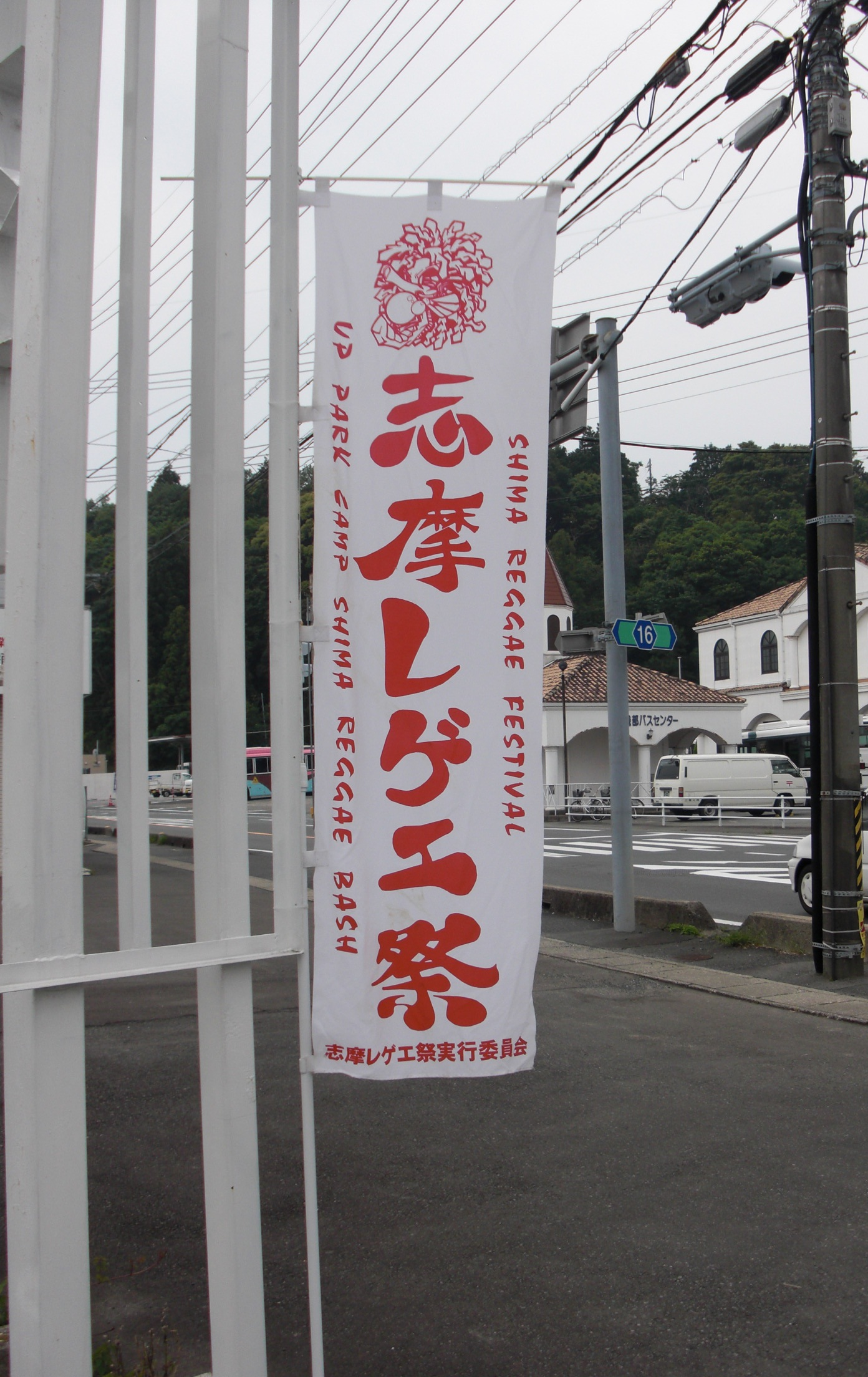
志摩レゲエ祭の幟

志摩レゲエ祭（しまレゲエさい）は、三重県志摩市で開催されていた野外レゲエフェスティバルである。

## 概要
大自然の中に特設ステージと音響設備を立てて行う完全自然型の数少ない野外音楽フェスティバルのひとつであった。2004年（平成16年）に日本初の国立公園内での野外フェスティバルとしてスタートした。しかし、2014年（平成26年）6月に志摩スペイン村で開催された第10回がファイナルステージとなった。フェスティバルが開催される日は、周辺一帯には志摩レゲエ祭ののぼりが立てられ、街全体が志摩レゲエ祭一色に染まる。会場は合歓の郷。

## 出演アーティスト

### 2011年
ARTIST
- NG HEAD
- KENTY-GROSS
- ラガラボMUSIQ
- SHINGO☆西成
- PETERMAN
- MUNEHIRO
- BES
- G2
- NEO HERO
- MATTON

SOUND
- Red Spider
- ARSENAL JAPAN
- BANTY FOOT
- RISKY DICE
- MAGGY CHOICE

## 運営
- 志摩レゲエ祭実行委員会